# 青海大学昆仑学院
青海大学昆仑学院，简称青大昆院，是青海大学的一个独立学院，位于青海省西宁市城北区。

## 历史
2004年3月，青海大学昆仑学院成立。该校是青海省唯一的独立学院。
2020年4月26日，经青海省人民政府批准，根据《教育部关于支持以青海大学昆仑学院转设为基础筹建一所理工类本科学校的函》（教发函〔2019〕46号），原由青海大学管理的独立学院青海大学昆仑学院拟撤销建制。待西宁大学筹建工作达到国家规定标准、通过教育部考察评议和审批后，青海大学昆仑学院停止招生，招生计划划转西宁大学。青海大学负责青海大学昆仑学院在校生教学、管理直至毕业，待所有在校生毕业后，终止办学资质。按照相关规定推进青海大学昆仑学院财务清算、财产清偿，明确知识产权、管理资源和教育教学资源归属，妥善安置昆仑学院临聘人员。
2023年，昆仑学院开展最后一届本科生招生工作，招生计划转移至青海理工学院（原西宁大学（筹））。